# Chlumetia vinosa
Chlumetia vinosa là một loài bướm đêm trong họ Noctuidae.